# Balada n.º 1 (Chopin)
La Balada n.° 1 en sol menor, op. 23 es una balada para piano solo de Frédéric Chopin, terminada en 1835. Es una de sus obras más populares. Una interpretación típica dura de nueve a diez minutos.

## Historia

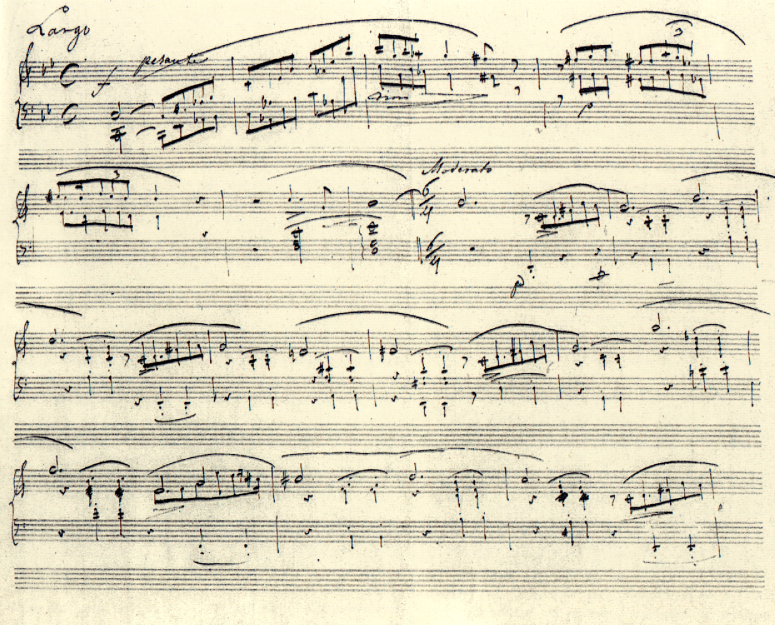
Manuscrito de Balada n.º 1

La balada data de los bocetos que Chopin realizó en 1831 durante su estancia de ocho meses en Viena. Se completó en 1835 después de su traslado a París, donde la dedicó al barón Nathaniel von Stockhausen, embajador de Hannover en Francia.
En 1836, Robert Schumann escribió sobre la balada: "Tengo una nueva balada de Chopin. Me parece que es la obra más cercana a su genio (aunque no la más brillante). Incluso le dije que es mi favorita de todas sus obras. Después de una pausa larga y reflexiva me dijo enfáticamente: 'Me alegro, porque a mí también me gusta más, es mi trabajo más querido.'"

## Estructura

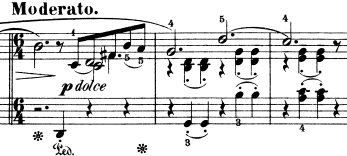
Tema principal de la Balada n.° 1

La pieza comienza en la primera inversión del acorde de La♭ mayor, un acorde napolitano, que implica un aura majestuosa, terminando en un acorde disonante (Re, Sol y Mi♭) interpretado por la mano izquierda, que no se resuelve hasta más adelante en la pieza. Aunque el manuscrito original de Chopin marca claramente un Mi♭ como la nota más alta, el acorde ha causado cierto grado de controversia y, por lo tanto, algunas versiones de la obra, como la edición de Klindworth, incluyen Re, Sol, Re como una ossia o pasaje alternativo.
La sección principal de la balada se construye a partir de dos temas principales. La breve introducción se desvanece en el primer tema en sol menor, introducido en el compás 8. Después del desarrollo dramático, el segundo tema en Mi♭ se introduce suavemente en el compás 68. A la exposición le sigue una vez más un desarrollo, en el que los dos temas, trasladados a otro centro tonal (La menor y La mayor), experimentan una transformación. Luego, una repetición presenta los dos temas en sus tonos originales, aunque en orden inverso.
Un acorde imponente introduce la coda, marcada Presto con fuoco, a la que reaparece la armonía napolitana inicial en constante propulsión dinámica hacia adelante, que finalmente termina la pieza en una feroz escala de dobles octavas que recorre el teclado.
En su conjunto, la pieza es estructuralmente compleja y no se limita estrictamente a ninguna forma en particular, sino que incorpora ideas principalmente de la sonata y las formas de variación. Una característica distintiva es su tipo de compás. Mientras que las otras tres baladas están escritas en estricto doble tempo compuesto con un compás de 6
8, la Balada n.° 1 tiene algunas desviaciones. La introducción está escrita en compás de 4
4, y la coda más extensa de Presto con fuoco está escrita en 2
2 o 4
4. El resto de la pieza está escrito en 6
4, en lugar de 6
8 que caracteriza a las demás.